# Тило, Иоганн Карл
Иоганн Карл Тило (нем. Johann Karl Thilo; 28 ноября 1794, Бад-Лангензальца — 17 мая 1853, Галле) — немецкий богослов и исследователь Библии, педагог, профессор университета Галле.

## Биография
В 1814—1817 годах изучал филологию и теологию в университетах Лейпцига и Галле, где был оставлен преподавать в подготовительной педагогической школе, помогал своему тестю профессору богословия Георгу Христиану Кнаппу, директору богословской семинария.
В 1820 году отправился в Париж, Лондон и Оксфорд со своим коллегой Вильгельм Гезениусом для изучения редких восточных рукописей.
В 1819 году стал приват-доцентом университета Галле, в 1822 году назначен профессором богословия, в 1853 году — советник государственной Евангелической церкви Пруссии.
Читал лекции по истории догматов, истории церкви, патристике, экзегетике, а после смерти Кнаппа — по Новому Завету.
Известен изданной серией апокрифов, Codex Apocryphus Novi Testamenti (первый том вышел в 1832), ставший новым стандартом текстуальной критики в этой области.
Опубликовал также «Деяния Фомы» (1823), «Деяния Петра и Павла» (1838), «Acta Andreae et Matthiae apud Anthropophagos» (1846), «Деяния Иоанна» (1847).
Отредактировал второе издание книги Кнаппа «Vorlesungen über die christlichen Glaubenslehre» .
В жизни был полностью глухим на левое ухо, но скрывал этот факт, всегда располагаясь слева от людей, с которыми разговаривал, следя за тем, чтобы его правое ухо находилось ближе всего к собеседникам, чтобы их хорошо слышать.